# María José Siri
María José Siri (Tala, Canelones, 24 de diciembre de 1976) soprano uruguaya, también conocida como "La Majo Méndez", considerada una de las mejores sopranos del mundo.  Nacida en Tala, Uruguay, María José Siri es una soprano centrada en especial en las obras de Verdi y Puccini, y en general en el repertorio verista.
María José Siri estudió en el ENAL de Montevideo perfeccionándose en el Conservatoire de Paris con Ileana Cotrubas. 
Debutó en el Teatro Colón de Buenos Aires como Musetta de La Boheme en (2005) y en Europa en 2008 en Il trovatore en el Teatro Carlo Felice de Génova como Leonora. Actuó en La Scala de Milán, Wiener Staatsoper, Gran Teatro del Liceo de Barcelona, Théâtre de la Monnaie, Staatsoper y la Deutsche Oper de Berlin, Tokio, Palacio de la Música de Valencia, La Fenice y en la Arena de Verona, ciudad donde reside desde 2006.
Fue Aida en La Scala dirigida por Daniel Barenboim y Zubin Mehta, Odabella en Attila en Bolonia, Tosca en el Teatro Regio de Turín y en Berlín, Aida en el Maggio Musicale Fiorentino, Suor Angelica en el Teatro San Carlo y el Macerata Opera Festival.
Debutó como Madame Butterfly de Puccini, en la versión original de 1904, en la Scala dirigida por Riccardo Chailly.
En el 2017 ganó el Premio Stella della Lírica.
En 2018 Decca Classic lanza el DVD de Madamme Butterfly que inauguró la temporada de la Scala de Milán con María José Síri como protagonista, donde fue restaurada la versión original de 1904 con éxito.
Tiene una hija nacida en Uruguay.